# Galda de Sus
Galda de Sus – wieś w Rumunii, w okręgu Alba, w gminie Galda de Jos. W 2011 roku liczyła 388 mieszkańców.